# Autodromo di Pergusa
L'autodromo di Pergusa è un circuito automobilistico e motociclistico italiano che cinge le rive del lago Pergusa, a Enna.

## Storia
Il circuito fu voluto dall'amministrazione comunale nel 1951. Dopo mezzo secolo di attività, l'attività sportiva è stata sospesa a causa di lavori di ristrutturazione della pista, con ritardi nel rilascio della regolare omologazione dovuti all'adempimento di procedure burocratiche.
Ospita anche attività collaterali, come mostre di auto d'epoca, e manifestazioni sportive a livello regionale e locale. È stato anche location per grandi concerti musicali, tra cui quelli dei Pooh, degli 883, di Gianna Nannini e di Jovanotti.

## Caratteristiche

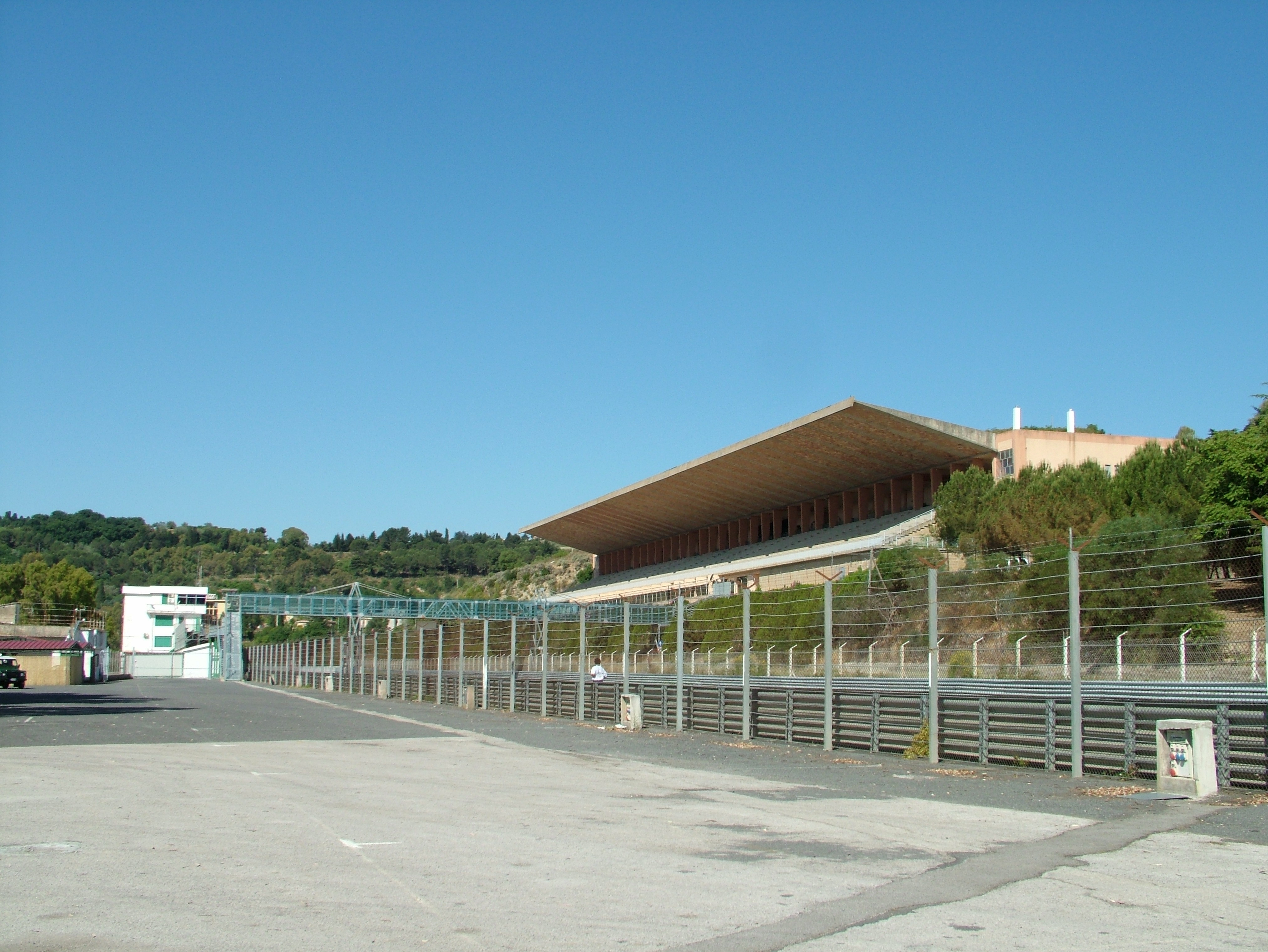
Tribune

L'autodromo di Pergusa è uno dei quattro impianti di questo genere (insieme a quelli di Siracusa, Torretta e Racalmuto) esistenti in Sicilia.
L'anello del circuito, da percorrere in senso orario, ha una lunghezza di 4.950 metri ed è immerso nel paesaggio della Riserva naturale speciale Lago di Pergusa, crocevia del traffico di uccelli migratori nell'isola.
La pista è completata da 38 box di 80 m² ciascuno e da tribune con 4.000 posti fornite di bar, ristorante, cinema.
Attorno al circuito, utilizzabile per gare motoristiche durante primavera, estate e inizio d'autunno per non recare disturbo all'avifauna che popola il lago, vi è una strada di servizio che lo affianca, sulla quale si affacciano la foresta e l'area attrezzata detta Selva Pergusina, alcuni villaggi turistici, alberghi, e il paesino di Pergusa, frazione di Enna.
L'autodromo è stato sede di competizioni regionali, nazionali e internazionali, corse motoristiche e automobilistiche, ma dal 2004 queste ultime sono state sospese per la mancanza di regolari vie di fuga richieste dalle norme di sicurezza. Nel 2011 la pista è stata riaperta alle competizioni.

## Manifestazioni
Tra le competizioni tenutesi all'autodromo di Pergusa si annoverano il Gran Premio del Mediterraneo di Formula 1 (quattro appuntamenti non validi per il mondiale, il primo nel 1962 e l'ultimo nel 1965) e in seguito di Formula 2 e di Formula 3000 (primo appuntamento nel 1985, ultimo nel 2003; tra i vincitori si trovano Felipe Massa, David Coulthard, Juan Pablo Montoya, Luca Badoer e Gianni Morbidelli) e di vetture Gran Turismo.
L'autodromo ha anche ospitato, nel 1975 e nel 1979, gare valide per il Campionato del mondo sportprototipi, una tappa del Campionato mondiale Superbike nel 1989 e il Ferrari Day del 1997 che vide la partecipazione, fra gli altri campioni, di Michael Schumacher, grazie a cui oltre 100.000 spettatori si riversarono a Pergusa per i festeggiamenti del cinquantesimo anniversario di fondazione della Casa di Maranello. A questo proposito, una dichiarazione rilasciata anni dopo dal presidente della Ferrari, Luca Cordero di Montezemolo, evidenziava la volontà della Ferrari di tornare a Pergusa in un prossimo futuro.

## Collocazione geografica
L'autodromo è raggiungibile dagli aeroporti internazionali di Palermo e di Catania e dai rispettivi porti, percorrendo l'autostrada Palermo-Catania con uscita ad Enna; dal capoluogo ereo, Pergusa dista 5 km, tratto iniziale della Strada interprovinciale Enna - Piazza Armerina - Gela.

## Ripresa dell'attività

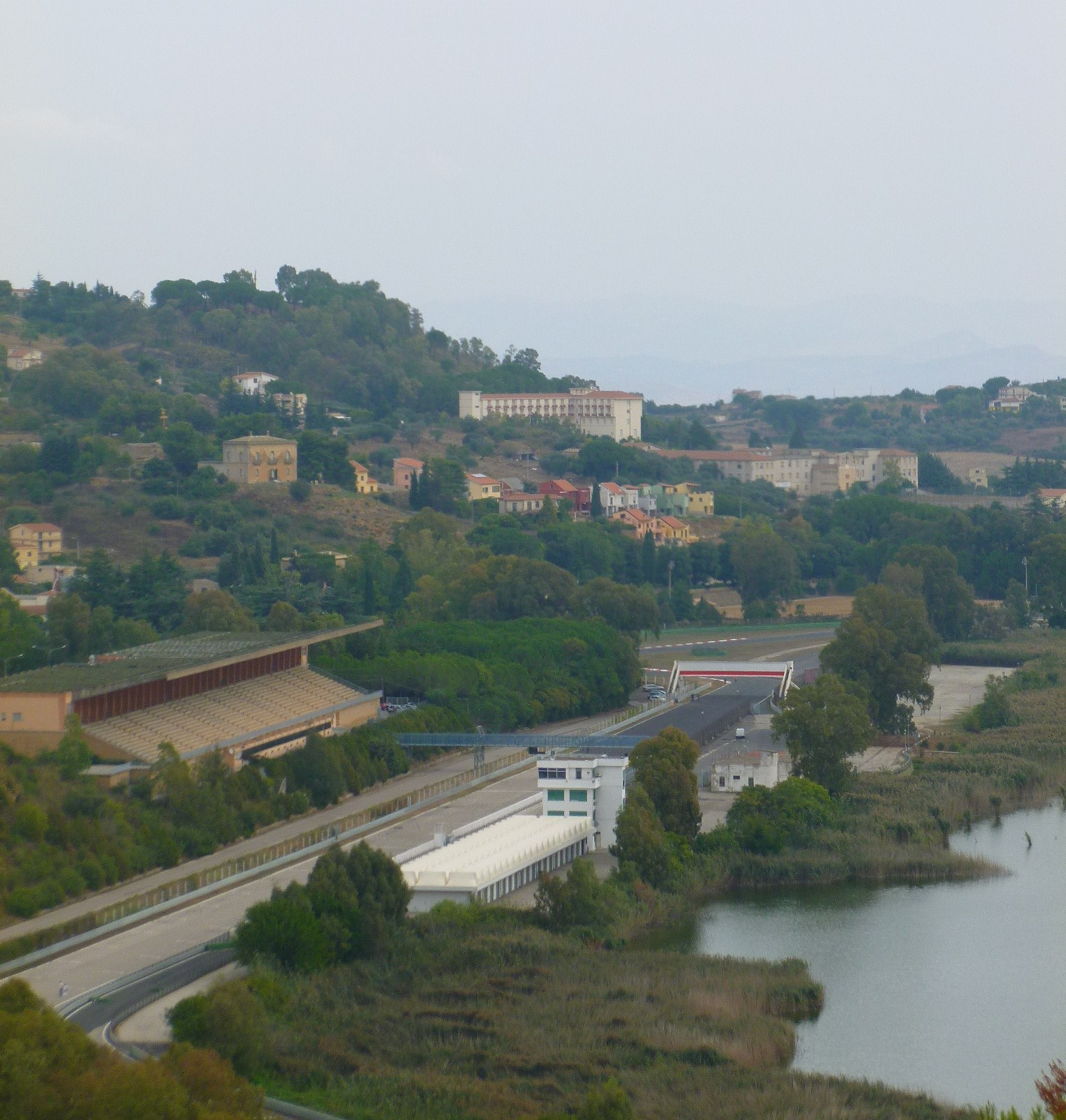
la pista e le tribune nel 2011

Il 21 settembre 2009 la Circuit Commission della FIA aveva approvato il progetto presentato dall'autodromo di Pergusa che prevedeva una serie di lavori alla variante Pineta (detta anche variante Schumacher), alla via di fuga della curva Zagaria e ai cordoli, e aveva confermato che la licenza di "grado 2" dell'autodromo, sospesa il 25 settembre 2004, sarebbe stata ristabilita non appena effettuati i lavori, da ultimarsi necessariamente non oltre il 30 luglio 2010.
Nel mese di novembre 2009 il presidente dell'ente che gestisce l'autodromo rivelò essere in corso contatti per ospitare a fine ottobre 2010 una tappa del Campionato FIA GT.
Durante la riunione con i vertici FIA, il circuito ottenne l'autorizzazione ad ospitare la tappa europea del Fia Gt classe GT2 e GT3. L'annullamento di questo campionato per mancanza di iscritti ha però vanificato gli sforzi degli organizzatori ennesi.
Riaperto alle competizioni nel 2011 con una licenza FIA Grado 3, in quella stagione e nel 2012 l'autodromo ha ritrovato la sua tradizionale collocazione nei calendari motoristici italiani.
Il 27 e 28 ottobre 2012 ha ospitato l'ottavo e ultimo round della nona edizione della Superstars Series, vinta dallo svedese Johan Kristoffersson per 4 punti su Vitantonio Liuzzi, mentre le due gare disputate sul circuito ennese sono state vinte da Raffaele Gianmaria.